# Панкост, Джуди
Джуди Панкост (англ. Judy Pancoast; род. 1959, Уотервилл, Мэн) — американская певица, автор песен и композитор детской музыки .

## Биография и карьера
Она родилась и выросла в Уотервилле, штат Мэн, училась в колледже Университета штата Мэн . Позже она получила степень магистра в Университете Нью-Гэмпшира и работала в дошкольных учреждениях и детских садах.
Затем она выпустила свою дебютную песню и сингл «The House on Christmas Street», выпущенный в году.
В 2003 году она выпустила свой дебютный альбом «Swimming in Jello», а позже, в 2005 году, она выпустила ещё два альбома.
В 2011 году вышел её альбом Weird Things Are Everywhere! был номинирован на 53-ю ежегодную премию «Грэмми» в категории «Лучший детский альбом».

## Дискография
Альбомы
- Swimming in Jello (2003)
- The Tune Room (2005)
- Are We There Yet (2005)
- Weird Things Are Everywhere! (2011)